# Горки (Рузский городской округ)
Горки — деревня в Рузском районе Московской области, входящая в состав сельского поселения Старорузское. До 2006 года Горки входили в состав Комлевского сельского округа.

## География
Деревня расположена в центральной части района, на правом берегу реки Рузы, примерно в 4 км к северо-западу от Рузы, высота центра деревни над уровнем моря 187 м. Ближайшие населённые пункты — Комлево в 300 м на север и Копцево в 500 м восточнее, на противоположном берегу реки.

## Население
| 2002 | 2006 | 2010 |
| ---- | ---- | ---- |
| 0    | →0   | →0   |